# Gentianella amabilis
Gentianella amabilis là một loài thực vật có hoa trong họ Long đởm. Loài này được (Petrie) Glenny mô tả khoa học đầu tiên năm 2004.